# Evans Island (Antarktika)
Evans Island ist die südlichste Insel der Flat Islands vor der Mawson-Küste des ostantarktischen Mac-Robertson-Lands. Sie liegt im östlichen Abschnitt der Holme Bay.
Norwegische Kartografen kartierten sie anhand von Luftaufnahmen, die bei der Lars-Christensen-Expedition 1936/37 entstanden. Weitere Luftaufnahmen entstanden bei der US-amerikanischen Operation Highjump (1946–1947) und den Australian National Antarctic Research Expeditions zwischen 1954 und 1959. Das Antarctic Names Committee of Australia (ANCA) benannte sie nach Desmond John Evans (* 1931), Mechaniker für Dieselmotoren auf der Mawson-Station im Jahr 1958.